# Cómicos y canciones (película)
Cómicos y canciones es una película de comedia y crimen mexicana de 1960 dirigida por Fernando Cortés y protagonizada por Viruta y Capulina, junto a las actrices, Silvia Fournier y María Eugenia San Martín. Esta película es una referencia y continuación del programa de televisión del mismo nombre, conducido por el dúo cómico. Al igual que el programa, se enfocaba tanto en la comedia como en la música, con sketches cómicos y canciones interpretadas por los protagonistas. 
El programa Cómicos y Canciones fue un espacio de televisión que marcó una época y trascendió varias generaciones, conocido por su humor blanco y familiar, que a menudo contaba con guiones escritos por Roberto Gómez Bolaños "Chespirito" en sus inicios. La película, al llevar el mismo título y estilo, buscaba conectar con el público que recordaba con nostalgia y cariño el programa original. En resumen, la película "Cómicos y Canciones" no solo es una obra cinematográfica, sino también una extensión y celebración del programa de televisión que le dio nombre. 

## Trama
Viruta y Capulina son dos periodistas que llegan a una penitenciaría encubiertos como reclusos, con la intención de entrar a la celda de un famoso criminal apodado “El Tampico”. Lo harán creer que ambos son parte de un sindicato y que están ahí para ayudarlo escapar, cuando en realidad lo hacen firmar unos papeles en los cuales acepta todos sus delitos y le toman una fotografía. Parece ser que esta será la nota que tanto esperaban Viruta y Capulina para que su jefe Don Luis (Arturo "Bigotón" Castro) les dé un aumento, sin embargo cuando se presentan con este último para entregarle las pruebas Viruta ha perdido las hojas y Capulina vela las fotografías al exponer el rollo de la cámara en el exterior.
Decepcionados y con el sueldo rebajado a la mitad, Viruta y Capulina van a recoger a sus novias, Lilia (Silvia Fournier) y Carmen (María Eugenia San Martín), un par de hermosas jóvenes quienes trabajan en un restaurante chino. Mientras caminan por el parque, los cuatros son testigos de cómo un grupo armado asalta un banco y posteriormente quedan en el fuego cruzado entre policías y ladrones. Una vez que los malhechores logran escapar, los oficiales llevan a Viruta y Capulina junto con sus novias a rendir declaración a la comisaría donde se harán famosos, pues les tomarán una foto que saldrá en todos los periódicos y que los identifica como testigos del gran robo.
Viruta y Capulina al ser identificados por los maleantes se saben perseguidos, por lo cual deciden investigar más sobre el caso y se intentan meter de encubierto en una cantina para sacar información sobre el jefe de la pandilla de bandidos. Sin embargo, una de las meseras avisa de que hay un par de hombre preguntando por el líder, lo que provoca que los atrapen.
Atrapados en un coche que piensan tirar a un barranco con ellos dentro, Viruta y Capulina sienten que el final está cerca. No obstante, mientras van en la carretera provocan a un par de policías en motocicleta con la intención de que los detengan y los salve de su fatídico final. El plan funciona y debido a las burlas los oficiales sacan a Viruta y Capulina del coche para presentarlos nuevamente ante el comisario. Ahí mismo ellos le explicarán la situación a la autoridad, diciéndole que tienen secuestrada a sus novias, que intentaban matarlos y que conocen el lugar que es el centro de las operaciones.
Cuando Viruta y Capulina llegan junto con el comisario al almacén donde presuntamente los ladrones guardan el dinero del robo al banco, solo encuentran un montón de cajas con juguetes. Sin embargo, cuando los protagonistas regresan por su propia cuenta para salvar a sus novias, caen en una trampa. Intentando escapar, Viruta, Capulina, Lilia y Carmen descubrirán que el verdadero líder de los bandidos ha estado muy cerca todo este tiempo, usando una fachada de la que nadie imaginaba y sospechaba. Él intentará dar el último golpe a Viruta y Capulina, pero la oportuna intervención de la policía provocará que estos últimos tengan un final más dulce.

## Reparto
- Marco Antonio Campos como Viruta
- Gaspar Henaine como Capulina
- Silvia Fournier como Lilia
- María Eugenia San Martín como Carmen
- Jaime Fernández como El Charrascas
- Pedro de Aguillón como Sr. Fong
- Rosa Cué como Cigarrera / Secretaria de Sr. Fong
- Los Cinco Latinos como Quinteto en cantina
- Armando Acosta como Policía (no acreditado)
- Arturo Castro "El Bigotón" como Don Luis (no acreditado)
- José Chávez como Presidiario (no acreditado)
- Julián de Meriche como Jugador de dados (no acreditado)
- Ernesto Finance como Comandante (no acreditado)
- Guillermo Hernández como Presidiario (no acreditado)